# 澤村遥
澤村 遥（さわむら はるか）は、セガのアクションゲーム『龍が如く』シリーズに登場する架空の人物であり、龍が如くシリーズのヒロイン。
担当声優は釘宮理恵。

## 概要
澤村由美と由美の事実上の夫である神宮京平の娘で、『1』の100億円事件のキーパーソン。
服装は『1』での白のパーカーと赤のスカートのように白と赤、これに黒を組み合わせたコーディネートが好きなようで、シリーズではこの三色が入った衣装を多く着用している（これにデニムを組み合わせることが多い）。『4』からは中学生になったこともあってセーラー服も着るようになった。『5』ではアイドル活動をしていることもあり、レッスン着やアイドル衣装を着用することもあった。
性格は専ら母親の由美譲りであり、その影響と、桐生一馬とその周りの環境もあってか肝が据わっており、いわゆる脅しは一切効かない。ソープランドを知っていたり、地下カジノや賭場に来た際は行ったことがあるような素振りを見せるなど風俗産業にも精通している。成長度合いは、シリーズを追うごとに身長だけでも着実に高くなっており、桐生との信頼関係に至っては目を合わせただけで意思の疎通が可能で、また桐生に対して臆することもなくおねだりが出来るほどの関係を築いている。沖縄に行ってからは、「アサガオ」では子供達の中では最年長であるため、他の子供達の面倒をみている。
『2』と『6』以外の作品では遥自身によるおねだりが存在しており、桐生で特定の場所に遥を連れていくと発生し、それをクリアして信頼度を高めることで自身からアイテムをもらうことができる。おねだりの種類は物の購入や飲食店での御馳走、ミニゲーム攻略（自身と対戦する場合もある）やギャンブルでの勝利がほとんどだが、それ以外にも人助けや自身との会話といったおねだりが発生する場合もある。また、おねだりは『3』まではメインストーリー中でも発生していたが、『4』以降はプレミアムアドベンチャーでのみの仕様となっている。
『5』では主人公の一人として登場するが、ヤクザやチンピラ等に絡まれない、未成年の為に入店できる店が限られている（入店できても頼めないものがある）、バッティングセンターなど一部のミニゲームがプレイできない、神室町の児童公園のマンホールに入ることができない（プレミアムアドベンチャーにて、桐生に同行時は可能。）、神室町と蒼天堀のワークス上山に出入りできない（プレミアムアドベンチャーにて、桐生と同行時でも入店不可。ただし、３と４では出入り可能である。）、戦闘的な要素がダンスの腕前を競うリズムゲームで戦うダンスバトルになっているなど他の主人公達と違いが見られる。また、一部のアイテム（日本酒やビールといった酒類など）は使用できず、武器類（塩やコショウなどコンビニで購入できるものも含む）は装備はおろか購入も使用もできず、装備品も一部を除き、遥独自のものとなっている。
制作スタッフが特に気を遣うキャラクターである。理由としては9歳から始まり、心はもちろん、外見も成長期という事もあって身長や体型もそれ相応に見えるように、シリーズが更新されるごとに新しいものを用意しなければならない点がメインとなり、とうの昔に成長期を終えた桐生や真島等とは違い、モデルの流用が出来ない点を挙げている。
『7外伝』では回想シーンと後ろ姿と声のみ登場。

## 劇中での活躍

### 本シリーズ

#### 龍が如く
かつて桐生達が育った養護施設である「ヒマワリ」に預けられて育つが、2005年12月（当時9歳）に母である美月の姉を名乗る由美の手紙を見て母を捜すためにヒマワリを隙を見て抜け出し、神室町のバー「バッカス」で桐生一馬と出会う。その後、桐生と共に美月がオーナーを務める「アレス」に向かった際に近江連合の林弘らに襲われるが、その際に自身が100億円事件に関連して狙われていることを知ってショックを受ける。その後は堂島宗兵射殺事件で桐生を追っていた刑事である伊達真と二人でいるところを真島吾朗率いる真島組に、何も教えてくれない桐生に激怒して「セレナ」を飛び出したところをMIAに、賽の河原に伊達らと共にいたところをギャングに襲われて劉家龍率いる蛇華に、計3回攫われるもいずれも桐生や伊達らによって救出される。その後、母親を探す内に亡くなったと思われていた母である美月の遺体は別人だと判明し、再会した桐生の渡世の父である風間新太郎の口から母である美月が実は美月の姉を名乗る由美だったことや父親はMIAのトップの神宮京平であること、更には自身を邪魔に思う神宮の目から隠すために風間と世良によってヒマワリに入れられていたことを告げられる。その後は嶋野太率いる嶋野組に急襲され、嶋野に手榴弾を投げられるも風間に助けられ、母である由美に会うために桐生と共にアレスへ向かい、由美と再会を果たす。しかし、そこへ現れた実の父である神宮に殺されそうになるが、桐生に助けられる。その後、狙われる原因となったペンダントが100億の保管庫の鍵となっていたことが判明し、直後に由美が再び現れた神宮によって凶弾に倒れ、更にはケジメを付けようとした錦山による自爆に巻き込まれるも生還を果たし、桐生と共に由美の最期を看取った。事件後は桐生と共に暮らすこととなる。

#### 龍が如く2
2006年12月15日（当時10歳）に由美達の墓参りの最中に桐生の跡を継いだ寺田行雄が100億円事件で自分自身を攫おうとした近江連合に殺害（後に影武者であることが明らかになる）され、桐生が新たな戦いに挑むことを悟ったことで自分が元居たヒマワリで桐生の帰りを待っていたが、1週間後に千石虎之介率いる千石組に拉致され、更には人質にされたところを桐生と近江連合の郷田龍司に助けられる。その後、桐生と街を歩いているところを大阪の芸能事務所である「蒼天掘企画」の社長にスカウトされそうになり、一緒にいると危険が及ぶと危惧した上で自身の幸せを考えた桐生によって事務所に入れられそうになるも「今のままで十分幸せだ」とスカウトを断った。その後は桐生と行動を共にしていた女刑事である狭山薫と神室町へ向かい、事件終結後は桐生らと共に寺田の墓参りをする。

#### 龍が如く3
真拳派と近江連合による神室町侵略事件後の2007年1月（当時10歳）に桐生と共に沖縄で養護施設「アサガオ」を営み、穏やかな生活を送っていた時に琉道一家から立ち退きを迫られて不安になるが、約1年後（2008年3月）に起こった琉道一家組長の名嘉原茂の養子である咲の誘拐騒動をきっかけに不安はほぼ解消される。その後、2009年3月（当時12歳）には名嘉原が何者か（ブラックマンデーのアンドレ・リチャードソン）に銃撃され、関係者と思われる風間新太郎そっくりの男（風間譲二）を探すために神室町へ行く桐生の代わりを担当することになる。その後は琉道一家の島袋力也と新垣幹夫の会話を聞き、アサガオの家計が厳しいと勘違いしたことがきっかけで封筒の中身が偽装カードとは知らずに偽装カード販売のアルバイトをしていたが、心配して探しにきた桐生に見つかってその場にいた偽装カード屋を桐生が撃退し、力也と幹夫がその場に駆け付けたことで誤解が解ける。物語終盤では白峯会会長の峯義孝と玉城組にアサガオが襲撃された時には峯にビンタするなどして子供達を守ろうとしたり、峯との決着のために桐生が再度神室町へ向かう際には桐生から頼まれて神室町について行くといった行動をする。事件終結後は神室町を発とうとした時に現れた浜崎組組長である浜崎豪に桐生が今回の一件で全てを失った腹いせにナイフで刺される瞬間を目の前で見てしまい、その影響もあって浜崎を恨むようになる。その後、一命を取り留めた桐生や子供達と共に再び沖縄で平和な日々を過ごす。

#### 龍が如く4 伝説を継ぐもの
2010年3月（当時13歳）に浜辺に流れ着いた冴島大河を発見し、桐生と共に手当をした。その後、遅れて着いた浜崎に対しては1年前に桐生を刺したことから激しく嫌悪し、更には浜崎を信じるという桐生に対しても反抗するが、後に浜崎の最期を看取った影響もあったために考えを改めて浜崎の遺言を電話で神室町にいる桐生に伝えた。事件終結後は東京へ向かい（この際に秋山駿や谷村正義と接触している）、桐生が出席する冴島組旗揚を東城会の門で待ちながら見守った。

#### 龍が如く5 夢、叶えし者
2012年4月（当時15歳）に高校一年生となり、これまでアサガオで暮らしていたが、大阪の芸能事務所「ダイナチェア」の社長である朴美麗から秘められた才能を見出されてスカウトされ、アイドルデビューを目指して上阪する。その後、優勝者は歌手デビューができるという「プリンセスリーグ」で決勝まで勝ち抜き、決勝で戦うライバルの「T-SET」に勝つべく優勝に向けてのトレーニングをしていたが、その最中の2012年12月（当時16歳）に朴から万年筆を渡された後に彼女が死亡するという事件が発生してしまう。その後は新規事業のために大阪を訪れていた秋山と再会して、互いに朴が自殺と断定されたことに不信を感じていたことから、プリンセスリーグの決勝戦を戦いながらも共に調査を行い、後に彼女が逢坂興業の金井嘉門の命令で真島の手紙を奪うように指示されていた自身の元ダンストレーナーである荻田冠に誤って殺害されたことが判明し、更には逢坂興業会長である勝矢直樹の供述から朴が真島の元妻であったことも知ることとなる。その後、勝矢から朴の手紙を持って新大阪駅に一人で向かう様に指示され、そこで金井に襲われるが、駆け付けた秋山に救われる。その後は向かった先の神室町でT-SETとの特別ユニット「DREAM-LINE」で日本ドームでライブを行うことが決定し、そこで呼び出された馬場茂樹から桐生のことを聞かされて自身の本当の夢（桐生という大切な家族と一緒にいること）を知り、芸能界を引退する事を決意し、DREAM-LINEのライブで最後の曲を歌い終えた後でファンやテレビを通して自らの想いや桐生のことを打ち明けて引退を表明した。事件終結後は日本ドームを走り去って桐生の下へ駆け付け、激闘による出血多量で倒れて意識を失った桐生を目覚めさせた。

#### 龍が如く6 命の詩。
芸能界を引退した後は沖縄に戻り、再びアサガオで暮らしていたが、ある日にネットで桐生及び自身に対する非難中傷の書き込みを見てショックと悲しみに打ちひしがれ、自身がアサガオにいることで迷惑がかかることを悟って2013年12月（当時17歳）に広島の「尾道仁涯町」に失踪する。その後、広島で出会ったスナック「清美」のママである笠原清美に保護され、更には彼女のスナックで働き始め、その過程で広瀬一家の若頭である南雲剛を始めとした広瀬一家達とも面識を持つようになるが、後に若衆の宇佐美勇太とひょんなことから性的関係を持ってしまい、勇太の子供を妊娠する。その後はある事情から勇太を監視していた舛添組の組長である舛添耕治と広瀬一家の達川修に妊娠を知られ、彼らから中絶を迫られるが、逃げている途中で偶然にも広瀬一家の総長である広瀬徹と出会い、事情を知った彼の助力によって匿われた後で無事に子供（男の子）を出産し、自身と勇太の名前を取って「遥勇（ハルト）」と命名する。その後、ハルトを奪うことを画策した達川の「自身を助けたい」という嘘に騙される形で2016年12月（当時20歳）に広島を離れて神室町を訪れ、そこで達川に嘘に気付いてハルトを奪われそうになるが、彼に抵抗して逃げようとしたところを乗車していた達川の車に撥ねられてしまい、その際にハルトを庇ったことで意識不明の重体に陥って病院に搬送される。その後は桐生と秋山が病院を訪れた時点でまだ昏睡状態が続いていたが、終盤では無事に意識が戻る。その後、伊達やハルトと共に病室にいたところを巌見造船の社長である巌見恒雄の差し金によってハルト共々拉致され、そのまま彼らの人質にされるが、直後に駆け付けた勇太によって救われる。その後は東城会の菅井に殺されかけたが、桐生に庇われたことで事なきを得る。事件終結後はアサガオに戻って勇太やハルトと共に暮らし始めるが、その傍らでは自身の幸せのために桐生が死を偽装したという事実を知らないまま桐生の死を受け入れ、そのまま桐生と永遠の別れをすることとなる。

#### 龍が如く7外伝 名を消した男
2019年（当時22歳）、後ろ姿でのみ登場。夫の勇太とみんなでハルトを育てている。エンディングにて、太一と綾子を通じて「アサガオのみんなは桐生が死んだとは誰も思っていない」として生存を確信している。

#### 龍が如く8
2023年（当時26歳）、髪型がショートカットになっている。桐生のエンディングラマで登場し、桐生と再会させるという伊達と秋山の計らいで、8歳になったハルトと共にニューセレナへと呼ばれ、秋山に桐生が現れることを示唆される。しかし、自分もアサガオの面々も桐生の強さに憧れて歯を食いしばってやってきた事と、もし桐生に会えば「自分たちの弱さを思い知らされる気がする」という理由から、桐生に会いたいという気持ちを簡単には口にできないと告げる。外でそれを聞いていた桐生も遥の成長を実感してそのまま立ち去った。エンディングではハルトと入院先の桐生への面会に来るが、桐生は放射線治療の為に不在であり、桐生の行方を心配するハルトに「お爺ちゃんは帰ってきたんだよ。やっとね」と告げた。

#### 龍が如く ONLINE
過去のエピソードで登場し、『5』でプリンセスリーグの決勝戦の前に出場の辞退を要求する一人の脅迫者に付け狙われるが、駆けつけた秋山に救われる。その後、男が脅迫した理由が「遥がアイドルとして敗北者になる前に辞退させる」という遥を応援するが故の歪んだファン心理であることが判明し、最後は男に応援するよう諭して和解した。
『1』でのエピソードでは由美を探していたところを、母親を亡くし悲しんでいたクミという女性に出会い、彼女と共に美月の手掛かりを探しに同行する。手掛かりを探す中で由美の事を聞いた杏奈という女性から「チャンピオン街に入り浸っている川下に聞けばいい」という情報を聞き、チャンピオン街に急ぐも向かう途中で人生に絶望して飛び降り自殺をしようとした男性を見かけ、彼の自殺を止めるために説得に赴いた。その後、杏奈から川下が殺された事を告げられて由美に関する手掛かりが再び無くなってしまった所を遥が助けた男性から「バッカスのマスターから、美月という女性がママを務めるアレスという店を紹介された」という情報を教えられ、バッカスに向かった。

### 外伝シリーズ

#### 龍が如く OF THE END
2011年3月（当時14歳）にヒマワリに招待され、単身神室町へ発つが、実は桐生を誘き寄せるために三代目郷龍会会長である二階堂哲雄が仕組んだ罠で、その後に誘拐される。物語中盤ではショーパブで龍司と再会するが、またもや連れ去られる。終盤ではミレニアムタワーで実験体に襲われるも桐生と龍司に救出された。事件終結後、再興している神室町で桐生の協力者である自衛隊員の浅木美涼と挨拶を交わし、桐生と共に平和な日常へと帰って行った。

## その他の出演作品
- 『太鼓の達人ぽ〜たぶるDX』では、澤村遥がゲストでデフォルメされた状態で登場した[3]。
- 『JUDGE EYES:死神の遺言』では、澤村遥のフィギュアがDLCで登場する他[4]、遥に関する記事が書かれた週刊誌を読んでいるNPCが存在する。
- 『ドラゴンポーカー』では、澤村遥がゲストで登場した[5]。